# .mh
.mh is het achtervoegsel van domeinen van websites uit de Marshalleilanden.
Het domein is formeel aanwezig, maar er bestaan geen sites binnen dit domein. Ook de registrator bestaat niet meer.